# Krzysztof
Krzysztofⓘ – imię męskie pochodzenia greckiego. Wywodzi się od słowa Christophoros, powstałego ze złączenia słów Χριστος – Christos i φορος „nosiciel” od φερω – phero „niosę” – co w tłumaczeniu znaczy „niosący Chrystusa” w znaczeniu przynoszący Chrystusa lub też noszący w sobie Chrystusa, co wiąże się z legendą o św. Krzysztofie.
We wczesnych czasach chrześcijaństwa na terytoriach Grecji słowo oznaczało człowieka nawróconego, gorliwie wyznającego chrześcijaństwo. W Polsce imię to nadawane było od XIV wieku, początkowo wyłącznie wśród arystokracji.
W Polsce imię pojawiło się wraz z wiarą chrześcijańską.
Krzysztof imieniny obchodzi: 2 marca, 5 marca, 15 marca, 14 kwietnia, 21 maja, 25 lipca, 20 sierpnia, 23 września i 31 października.
Imię znane jest w Polsce pod wieloma zmienionymi formami: Kryst, Krystak, Krystek, Krystel, Krystko, Krzyst, Krzystko, Krzyszt, Krzysztko, Krzysztopor, Krzysztopór.
Odpowiednik żeński: Krzysztofa
Na liście najpopularniejszych polskich imion w 2019 r. Krzysztof zajmuje 2. miejsce wśród imion męskich; imię to nosiło 608 866 mężczyzn.

## Odpowiedniki imienia w innych językach
- łacina – Christophorus
- język angielski – Christopher / Kristopher, Chris / Kris
- język arabski – خرسطوفورس
- język białoruski – Хрыстафор, Крыштаф
- język bułgarski – Христо
- język czeski – Kryštof
- język estoński – Tohvri, Tohver, Kristof, Christof
- język fiński – Kristofer, Risto
- język francuski – Christophe
- język hiszpański – Cristóbal
- język grecki – Χριστοφόρος (Christoforos)
- język japoński – クリストファー (Kurisutofā)
- język litewski – Kristupas
- język łotewski – Kristaps, Krišs, Kristers, Kristofers
- język niemiecki – Christoph, Christof
- język norweski – Kristoffer, Christoffer, Christopher
- język portugalski – Cristóvão
- język rosyjski – Христофор
- język rumuński – Cristofor
- język słowacki – Krištof
- język słoweński – Krištof
- język szwedzki – Kristoffer
- język węgierski – Kristóf
- język włoski – Cristoforo
- język ukraiński – Криштоф, Христофор

## Osoby noszące imię Krzysztof

### Władcy
Imię Krzysztof nosiło trzech królów skandynawskich:
- Krzysztof I – król Danii
- Krzysztof II – król Danii
- Krzysztof III – król Danii, Norwegii i Szwecji

a także:
- Krzysztof – książę Wirtembergii
- Krzysztof I – margrabia Badenii
- Krzysztof Batory – książę Siedmiogrodu
- Krzysztof – książę Lüneburga-Harburga
- Krzysztof Meklemburski – koadiutor Inflant

### Inni
- Cristóbal Aguilar (1816–1886) – ostatni burmistrz Los Angeles latynoskiego pochodzenia przed wyborem w 2005 roku na to stanowisko Antonia Villaraigosy
- Krzysztof Antkowiak – polski piosenkarz
- Krzysztof Arciszewski – polski dowódca wojskowy, odkrywca, żeglarz w służbie holenderskiej i brazylijskiej
- Krzysztof Baculewski – polski muzykolog i kompozytor
- Krzysztof Kamil Baczyński – polski poeta i żołnierz AK
- Krzysztof Banaszyk – polski aktor
- Krzysztof Baranowski – polski żeglarz
- Krzysztof Bartoszewicz – polski aktor
- Krzysztof Bień – polski aktor
- Krzysztof Borek – polski kompozytor i ksiądz; muzyk nadworny królowej Bony
- Krzysztof Boruń – polski pisarz sci-fi
- Krzysztof Bosak – polski polityk, poseł oraz kandydat na prezydenta RP w 2020 roku
- Chris Botti – amerykański trębacz smoothjazzowy
- Chris Brown – amerykański lekkoatleta
- Kit Carson – amerykański podróżnik i generał
- Krzysztof Chamiec – polski aktor
- Krzysztof Cugowski – polski wokalista rockowy, członek Budki Suflera
- Krzysztof Cwynar – polski piosenkarz i kompozytor
- Krzysztof Daukszewicz – polski satyryk
- Krzysztof Mikołaj Dorohostajski – polski dowódca wojskowy, polityk i poeta I Rzeczpospolitej, marszałek wielki litewski
- Krzysztof Dracz – polski aktor
- Christof Duffner – niemiecki skoczek narciarski
- Chris Froome – brytyjski kolarz
- Christopher Fry – brytyjski dramaturg
- Krzysztof Gierczyński – polski siatkarz
- Krzysztof Globisz – polski aktor
- Krzysztof Gordon – polski aktor
- Krzysztof „Grabaż” Grabowski – polski wokalista, członek Pidżamy Porno i Strachów na Lachy
- Krzysztof Grabowski – polski perkusista i tekściarz, członek Dezertera
- Krzysztof Grodzicki – polski dowódca wojskowy i polityk I Rzeczpospolitej, kasztelan kamienicki
- Krzysztof Grzymułtowski – polski polityk i dyplomata I Rzeczpospolitej, wojewoda poznański
- Krzysztof Hanke – polski aktor i satyryk, lider kabaretu Rak
- Krzysztof Hołowczyc – polski kierowca rajdowy
- Krzysztof Ibisz – polski prezenter telewizyjny i dziennikarz
- Krzysztof Ignaczak – polski siatkarz
- Krzysztof Janczar – polski aktor
- Krzysztof Aleksander Janczak – polski kompozytor
- Krzysztof Janik – polski polityk
- Christopher Judge – amerykański aktor
- Krzysztof Jurgiel – polski polityk
- Risto Jussilainen – fiński skoczek narciarski
- Krzysztof Kasprzak – polski żużlowiec
- Krzysztof Kąkolewski – polski prozaik
- Krzysztof Kiersznowski – polski aktor
- Krzysztof Kieślowski – polski reżyser filmowy
- Krzysztof Kiljański – polski piosenkarz
- Krzysztof Klenczon – polski wokalista, gitarzysta i kompozytor big-bitowy, członek Czerwonych Gitar
- Krzysztof Knittel – polski kompozytor
- Krzysztof Kolberger – polski aktor
- Krzysztof Kolumb – włoski żeglarz, podróżnik, nowożytny odkrywca Ameryki, hiszpański admirał i administrator kolonialny
- Krzysztof Kononowicz – polska osobowość internetowa, wideobloger, patostreamer oraz aktywista samorządowo-polityczny
- Krzysztof Kołodziej – polski sprinter
- Krzysztof Komeda – polski kompozytor i pianista jazzowy
- Krzysztof Konopelski – polski grafik, satyryk, poeta
- Krzysztof Korycki – polski dowódca wojskowi i polityk I Rzeczpospolitej
- Krzysztof Kowalewski – polski aktor
- Krzysztof Kozak – polski wydawca i promotor muzyki hip-hopowej
- Krzysztof Kozłowski – polski filozof, polityk i dziennikarz
- Krzysztof Krauze – polski reżyser i scenarzysta filmowy
- Christoph Kreuzer – holenderski skoczek narciarski austriackiego pochodzenia
- Krzysztof Krawczyk – polski piosenkarz i kompozytor, członek Trubadurów
- Kris Kristofferson – amerykański muzyk country
- Krzysztof Antoni Kuczyński – polski germanista
- Krzysztof Kwiatkowski – polski pedagog, polski propagator survivalu
- Krzysztof Kwiatkowski – polski prawnik, prezes Najwyższej Izby Kontroli
- Christopher Lamb – amerykański skoczek narciarski
- Christopher Lambert – amerykańsko-francuski aktor
- Christopher Lee – angielski aktor
- Krzysztof Lisek – polski polityk
- Christopher Charles Lloyd znany również jako Lloyd Banks – amerykański raper, członek G-Unit
- Christopher Lloyd – amerykański aktor
- Chris Lowe – angielski klawiszowiec i kompozytor, członek Pet Shop Boys
- Krzysztof Luft – polski aktor, dziennikarz, menedżer, rzecznik prasowy rządu Jerzego Buzka, dyrektor Biura Prasowego Kancelarii Sejmu
- Christopher Marlowe – angielski pisarz
- Krzysztof Materna – polski konferansjer i satyryk telewizyjny
- Christoph Metzelder – niemiecki piłkarz
- Krzysztof Mich – polski poeta, fotografik i dziennikarz
- Krzysztof Miętus – polski skoczek narciarski
- Krzysztof „Fazi” Milerski – polski raper, członek Nagłego Ataku Spawacza
- Krzysztof Celestyn Mrongowiusz – polski działacz kaszubski, duchowny ewangelicki, filozof, językoznawca, tłumacz i leksykograf
- Krzysztof Mroziewicz – polski dziennikarz
- Chris Mullin – amerykański koszykarz
- Krzysztof Nitkiewicz – polski duchowny katolicki, biskup
- Krzysztof Nowak – polski piłkarz
- Krzysztof Ogłoza – polski aktor
- Krzysztof Opaliński – polski polityk i poeta I Rzeczpospolitej, wojewoda poznański
- Chris O’Donnell – angielski aktor
- Krzysztof Zygmunt Pac – polski polityk I Rzeczpospolitej, kanclerz wielki litewski
- Krzysztof Panas – polski lekarz i polityk
- Chris Paul – amerykański koszykarz
- Krzysztof Pawłowski – polski kupiec i podróżnik
- Krzysztof Pazdro –  polski chemik i wydawca
- Krzysztof Penderecki – polski kompozytor muzyki poważnej
- Krzysztof Piasecki – polski satyryk, dziennikarz i prezenter telewizyjny
- Krzysztof Pieczyński – polski aktor
- Krzysztof Piesiewicz – polski polityk, adwokat i scenarzysta
- Christopher Plummer – kanadyjski aktor
- Krzysztof Pomian – polski filozof, historyk i eseista
- Krzysztof Raczkowski – polski perkusista metalowy, członek Vadera
- Krzysztof „Piorun” Radziwiłł – polski polityk i dowódca wojskowy I Rzeczpospolitej, hetman wielki litewski
- Krzysztof Radziwiłł – polski polityk i dowódca wojskowy I Rzeczpospolitej, hetman wielki litewski
- Chris Rea – brytyjski piosenkarz
- Christopher Reeve – amerykański aktor
- Krzysztof Respondek – polski aktor, kabareciarz i piosenkarz
- Chris Rock – amerykański aktor
- Krzysztof Rutkowski – polski detektyw, osobowość medialna, przedsiębiorca i polityk
- Chris Sarandon – angielski aktor
- Christoph Schönborn – austriacki duchowny katolicki, kardynał
- Krzysztof Siemion – polski ciężarowiec, medalista olimpijski
- Krzysztof Sikora – polski polityk, przewodniczący Klubu Parlamentarnego Samoobrony RP
- Krzysztof Skiba – polski wokalista rockowy, członek Big Cyc
- Krzysztof Skubiszewski – polski polityk, minister spraw zagranicznych
- Krzysztof Stanowski  – polski dziennikarz, publicysta, felietonista i biznesmen, właściciel grupy Weszło
- Krzysztof Stelmaszyk – polski aktor
- Christopher Richard Stringini – amerykański wokalista, członek US5
- Krzysztof Stroiński – polski aktor
- Krzysztof Szatrawski – polski poeta, prozaik i krytyk
- Krzysztof Szewczyk – polski dziennikarz muzyczny
- Krzysztof Szydłowiecki – polski polityk I Rzeczpospolitej, kanclerz wielki koronny
- Krzysztof Teodor Toeplitz – polski dziennikarz
- Christopher Tolkien – angielski wydawca i redaktor, syn J.R.R. Tolkiena
- Krzysztof Trzciński → (Krzysztof Komeda)
- Krzysztof Trzebiatowski – polski judoka
- Chris Tucker – amerykański aktor
- Krzysztof Tuduj – polski prawnik i polityk
- Krzysztof Tyniec – polski aktor
- Krzysztof Varga – polski pisarz
- Krzysztof Wakuliński – polski aktor
- Christopher Walken – aktor, zdobywca Oscara w 1978
- Krzysztof Warlikowski – polski reżyser teatralny
- Krzysztof Warszewicki – polski dyplomata i publicysta polityczny
- Krzysztof Warzycha – polski piłkarz
- Chris Webber – amerykański koszykarz zawodowy
- Christoph Martin Wieland – niemiecki pisarz
- Krzysztof Wielicki – polski himalaista
- Krzysztof Włodarczyk – polski bokser
- Krzysztof Włodarczyk – polski duchowny katolicki, biskup
- Krzysztof Wyrzykowski – polski dziennikarz sportowy
- Krzysztof Wyszkowski – polski działacz opozycji PRL i publicysta
- Krzysztof Zadarko – polski duchowny katolicki, biskup pomocniczy koszalińsko-kołobrzeski
- Krzysztof Zaleski – polski aktor i reżyser
- Krzysztof Zalewski – polski piosenkarz
- Krzysztof Zanussi – polski reżyser i scenarzysta
- Krzysztof Ziemiec – polski dziennikarz
- Krzysztof Jan Żegocki – polski partyzant z czasów potopu szwedzkiego oraz duchowny katolicki, biskup
- św. Krzysztof – święty chrześcijański, męczennik i patron kierowców
- Krzysztof – antypapież, kapłan kościoła św. Damazego

### Osoby w literaturze
- Krzyś – syn A.A. Milne’a i jeden z bohaterów książki Kubuś Puchatek
- Jan Krzysztof – tytułowy bohater książki Romaina Rollanda